# 어윤수
어윤수(1992년 9월 24일~)는 대한민국의 스타크래프트, 스타크래프트 II 프로게이머이다. soO라는 아이디를 사용하며 종족은 저그이다. 또한 현재 소속팀은 광동 프릭스이다.

## 개요

### 프로게이머 초창기
2008년 상반기 드래프트에서 SK텔레콤 T1의 2차 지명으로 입단하였다.
신한은행 위너스리그 10-11에서 부진하던 어윤수는 신한은행 프로리그 10-11 5R부터 연승을 하며 팀의 고질적 문제였던 저그 라인을 살려냈다. 진에어 스타리그 4강까지 진출하였으나 허영무에게 3:0으로 져 결승 진출은 무산되었다. Tving 스타리그에서 8강에 진출하였고 8강에서 같은 팀 정명훈에게 3:0으로 패배 4강진출은 실패했다.

### 스타크래프트 II 전향 이후

#### 전향 초창기
2012년 MLG와 한국e스포츠협회가 개최한 MvP 인비테이셔널에서 종합 우승을 차지했다.
2013년 초반 당시 GSL 승격강등전에서 권태훈, 정우용과의 경기에서 재재재재경기까지 가는 치열한 접전 끝에 첫 코드 S에 진출하였다. 2013 WCS KOREA MANGGOSIX GSL에서 이원표를 만나 2:1으로 승리, 승자전에서 김유진에게 0:2로 패배해 최종전으로 다시 이원표를 만나 2:0로 승리해 16강에 진출하였다. 16강에서는 강동현,황강호에 연달아 패배, 8강진출에 실패하고 챌린저리그 24강에서 같은 팀 정경두를 만나 2대0으로 승리하면서 다시 프리미어리그로 올라갔다.
2013 WCS KOREA 옥션 올킬 스타리그에서 조성주, 김유진을 잡아내며 16강에 진출했다. 원이삭을 2:0로 잡아냈으나 김민철,강동현에게 1:2로 연달아 패배, 다시 챌린저리그로 내려갔다.
챌린저리그 24강에서 고병재에게 1:2로 패배해 승격강등전으로 내려갔다. 승격강등전에서 이승현을 만나 승리하고 김준호한테 패배하였으나 변현우를 잡고 다시 프리미어리그로 진출했다.

#### 개인리그 전성기, GSL 최초의 3연속 결승 진출 및 준우승
2013 WCS KOREA JOGUNSHOP GSL에서 최용화를 만나 승리했으며 승자전에서 서성민한테 0:2를 패배를 당했으나 최종전에서 WCS Final SEASON 2 우승자인 최지성을 2:0으로 잡고 16강에 진출하였다. 16강에서 정지훈한테 패배하였으나 32강에서 패배했던 서성민을 상대로 2:1 승리, 복수를 성공했다. 이후 최종전에서 WCS Final SEASON 1 우승자인 이신형을 만나 2:0으로 승리해 8강으로 진출했다. 8강에서는 팀킬매치인 원이삭에게 1경기에 패배했으나 2,3,4경기를 연달아 잡아내면서 코드S 4강진출을 이루었다. 4강에서는 KOREA SEASON 1 우승자 김민철을 만나 3:0으로 승리하는 대 파란을 일으키고 첫 결승전에 진출했으나, 결승전에서 백동준한테 2:4로 패배 준우승에 머물렀다.
2014 WCS KOREA Hot Six GSL Season 1 에서는 32강에서 한재운, 김유진을 각각 꺾고 16강에 진출하였다. 16강에서 조성호, 정우용을 꺾고 8강에 올라왔고 8강에서 같은팀인 원이삭을 상대로 3:1로 승리해 상대전적을 8:2로 벌리며 또다시 4강 진출을 이루어냈다. 4강에서는 당시 최강의 저그전 전적을 기록한 이승현을 만나 풀세트 접전 끝에 4:3으로 승리해 또 다시 결승진출을 이루었다. 2014년 4월 5일 강남 곰eXP 스튜디오에서 펼쳐진 결승전에서는 주성욱을 상대로 3:4로 패배하며 준우승을 기록했다.
2014 WCS KOREA Hot Six GSL Season 2 에서는 32강에서 신희범, 조성호를 꺾고 16강에 진출하였다. 16강에서는 김준호, 원이삭을 상대로 승리하면서 8강에 입성했으며 8강에서는 강민수를 3:0으로 제압했다. 4강에서는 방태수를 4:1로 꺾고 결승에 진출, GSL 최초의 3연속 결승 진출이라는 대기록을 만들어냈다. 결승전에서는 김도우에게 2:4로 패배, GSL 3연속 준우승을 기록하였다.

#### GSL 최초의 4연속 결승 진출 및 준우승
2014 WCS KOREA Hot Six GSL Season 3 에서는 32강에서 최성일, 박수호를 꺾고 16강에 진출하였다. 16강에서는 박수호와 IEM 우승을 하며 분위기가 좋았던 이영호를 상대로 승리하면서 8강에 입성했으며, 8강에서는 김대엽에 3:1로 승리, 4강에서는 주성욱에 패패승패승승승으로 드라마틱하게 승리하며 결승전에 진출, 기존에 자신이 만들어 낸 GSL 3연속 결승 진출이라는 기록을 스스로 깨뜨리고 GSL 최초의 4연속 결승 진출이라는 전대미문의 대기록을 작성했다. 결승전에서는 이신형에게 2:4로 패배, GSL에서만 4연속 준우승을 기록하였다. 이후에도 드림핵 오픈:스톡홀름에서 강민수를 상대로 0:3 완패하며 개인리그에서만 5회 준우승을 기록 프로리그 결승도 팀이 패해 준우승에 머무르며 홍진호의 뒤를 이을 콩라인의 수장으로 거듭났다.

#### 생애 첫 개인리그 우승
2015년에는 개인리그 예선도 조기 탈락하는 등 슬럼프가 온 것이 아니냐라는 말들이 많았으며 프로리그에서 살아나는 모습을 보여줬지만 개인리그의 성적은 좋지 않았다. 프로리그 시드로 주성욱과 Kespa컵 본선 시드 결정전을 치르며 승리한 어윤수는 롯데홈쇼핑 Kespa컵 시즌2에 진출 강초원,김준호,이영호를 꺾고 또 다시 개인리그 결승에 진출, 팀 후배인 박령우를 만나 4:1 승리를 거두며 생애 첫 우승을 차지하게 되며 지긋지긋한 콩라인을 끊음과 동시에 새로운 콩라인 후계자를 만들게 된다.

#### 팀 해체
2016년 10월 SK텔레콤 T1의 스타크래프트 II 종목 팀 해체로 무소속 신분이 되었으며 2019년 10월 현재 Chivo SC 팀에 소속 선수로 활동하고 있다

#### GSL 6번째 결승 진출 및 준우승
2017 핫식스 글로벌 스타크래프트 II 리그 시즌 1 코드 S에 참가한 어윤수는 2년 6개월만에 GSL 결승에 진출하였다. 결승전에서는 김대엽에게 2:4로 패배, GSL 통산 5번째 준우승을 기록하였다. 이후 시즌2에도 결승에 진출하였지만 결승전에서 2:4로 고병재에게 패배하여 6번의 준우승을 기록하였다.

#### GSL 임재덕 상 수상
2018년 7월 22일 코드 S 10회 연속 진출을 확정지으며 10회 연속 진출 기념상인 '임재덕 상'을 수상하는 쾌거를 이루었으며 제8대 임재덕 상 수상자가 되었다

#### WCS 글로벌 파이널 준우승
스타크래프트 II 최고 권위 대회인 2017 WCS 글로벌 파이널에 GSL 준우승 2번으로 진출 자격을 따낸 어윤수는 결승까지 막힘 없이 올라갔으나 이병렬에게 2:4로 패배하여 2017년 마지막까지 준우승으로 마무리 짓게 된다.

#### 콩의 축복? 저주?
어윤수 선수의 소속팀인 SKT T1은 SK 텔레콤 스타크래프트 2 프로리그 2014( 2013-12-29 ~ 2014-8-9 )에서 아쉽게 준우승을 차지하였다. 하지만 그 다음해에 SKT T1이 SK 텔레콤 스타크래프트2 프로리그 2015(2014-12-22 ~ 2015-10-10)에 우승을 하면서 개인리그의 준우승은 팀리그에서 미치지는 않았다.

## 주요 기록

### 전적
통산전적 (13.05.07 기준, 스타2 전적포함)
|             | 경기 | 승-패 | 승률  |
| ----------- | ---- | ----- | ----- |
| 대 테란     | 41   | 19–22 | 46.3% |
| 대 저그     | 52   | 21–31 | 40.4% |
| 대 프로토스 | 51   | 28–23 | 54.9% |
| 총합        | 144  | 68–74 | 47.2% |

### 수상 경력
스타크래프트 II : 프리미어 개인리그 우승 2회, 준우승 10회

#### 스타크래프트
- 2008년 2월 제37회 커리지매치 입상
- 2011년 6월 진에어 스타리그 2011 4강
- 2012년 6월 Tving 스타리그 2012 8강

#### 스타크래프트 II
- 2012년 11월 MvP 인비테이셔널 프로리그 진영 우승 (4:3 김민철)
- 2012년 11월 MvP 인비테이셔널 Final 우승 (4:2 김학수)
- 2012년 11월 MLG 2012 Fall Season Championship 16강
- 2012년 12월 MLG Tournament of Champions 4강
- 2013년 2월 2013년 핫식스 2013 글로벌 스타크래프트 II 리그 시즌 1 Code A 24강
- 2013년 4월 2013 WCS 코리아 시즌 1 망고식스 글로벌 스타크래프트 II 리그 Code S 16강
- 2013년 5월 2013 WCS Korea Season 1 챌린저리그 12강
- 2013년 6월 MLG 2013 Spring Championship KeSPA 스타크래프트 Ⅱ 대표 선발전 B조 1위
- 2013년 6월 MLG 2013 Spring Season Championship 12강
- 2013년 6월 2013 WCS 코리아 시즌 2 옥션 올킬 스타리그 16강
- 2013년 7월 2013 WCS 코리아 시즌 2 챌린저리그 24강
- 2013년 10월 2013 WCS 코리아 시즌 3 조군샵 글로벌 스타크래프트 II 리그 준우승 (vs 백동준 2:4)
- 2013년 10월 2013 WCS 시즌 3 파이널 16강
- 2013년 12월 2013 핫식스컵 라스트 빅매치 8강
- 2014년 4월 2014 핫식스 글로벌 스타크래프트 II 리그 시즌 1 코드 S 준우승 (vs 주성욱 3:4)
- 2014년 4월 2014 핫식스 GSL 글로벌 토너먼트 4강
- 2014년 6월 2014 핫식스 글로벌 스타크래프트 II 리그 시즌 2 코드 S 준우승 (vs 김도우 2:4)
- 2014년 9월 2014 KeSPA컵 16강
- 2014년 9월 2014 DreamHack Open: Stockholm 준우승 (vs 강민수 0:3)
- 2014년 10월 2014 핫식스 글로벌 스타크래프트 II 리그 시즌 3 코드 S 준우승 (vs 이신형 2:4)
- 2014년 11월 2014 WCS 글로벌 파이널 16강
- 2014년 11월 2014 핫식스컵 라스트 빅매치 16강
- 2015년 4월 2015 스베누 글로벌 스타크래프트 II 리그 시즌 2 코드 S 32강
- 2015년 5월 스베누 스타크래프트 II 스타리그 2015 시즌 2 16강
- 2015년 6월 스베누 스타크래프트 II 스타리그 2015 시즌 3 챌린지 24강
- 2015년 7월 롯데홈쇼핑 2015 KeSPA컵 시즌2 우승 (vs 박령우 4:1)
- 2015년 8월 IEM Season X - gamescom 준우승 (vs 이신형 1:4)
- 2015년 8월 2015 핫식스 글로벌 스타크래프트 II 리그 시즌 3 코드 S 32강
- 2015년 10월 2015 Kung Fu Cup Season 2 8강
- 2016년 2월 스타크래프트 II 스타리그 2016 시즌 1 12강
- 2016년 3월 2016 핫식스 글로벌 스타크래프트 II 리그 시즌 1 코드 S 16강
- 2016년 6월 스타크래프트 II 스타리그 2016 시즌 2 챌린지 24강
- 2016년 6월 2016 핫식스 글로벌 스타크래프트 II 리그 시즌 2 코드 S 32강
- 2017년 3월 2017 핫식스 글로벌 스타크래프트 II 리그 시즌 1 코드 S 준우승 (vs 김대엽 2:4)
- 2017년 4월 GSL Super Tournament 시즌 1 16강
- 2017년 6월 2017 핫식스 글로벌 스타크래프트 II 리그 시즌 2 코드 S 준우승 (vs 고병재 2:4)
- 2017년 7월 2017 VSL Season 2 준우승 (vs 이신형 0:4)
- 2017년 7월 IEM Season XII - Shanghai 8강
- 2017년 7월 2017 핫식스 글로벌 스타크래프트 II 리그 시즌 3 코드 S 16강
- 2017년 8월 GSL vs the World 4강
- 2017년 9월 GSL Super Tournament 시즌 2 8강
- 2017년 10월 2017 WCS 글로벌 파이널 준우승 (vs 이병렬 2:4)
- 2018년 1월 2018 글로벌 스타크래프트 II 리그 시즌 1 코드 S 4강
- 2018년 4월 2018 AfreecaTV GSL Super Tournament 시즌1 16강
- 2018년 4월 2018 글로벌 스타크래프트 II 리그 시즌 2 코드 S 16강
- 2018년 6월 HomeStory Cup XVII 준우승 (vs 이신형 3:4)
- 2018년 7월 2018 글로벌 스타크래프트 II 리그 시즌 3 코드 S 32강
- 2018년 7월 2018 GSL Code S 10회 연속 진출 기념상('임재덕 상')
- 2018년 8월 2018 GSL vs the World 16강
- 2018년 9월 2018 GSL Super Tournament 시즌2 16강
- 2019년 3월 IEM Season XIII - Katowice 우승 (vs 김대엽 4:2)
- 2019년 3월 2019 마운틴듀 글로벌 스타크래프트 II 리그 시즌 1 코드 S 16강
- 2019년 4월 2019 GSL Super Tournament 시즌1 16강
- 2019년 4월 2019 마운틴듀 글로벌 스타크래프트 II 리그 시즌 2 코드 S 8강
- 2019년 7월 2019 마운틴듀 글로벌 스타크래프트 II 리그 시즌 3 코드 S 32강
- 2019년 8월 2019 Assembly Summer 16강
- 2019년 8월 GSL vs the World 2019 16강
- 2019년 10월 2019 GSL Super Tournament 시즌2 4강
- 2019년 10월 2019 WCS 글로벌 파이널 8강